# Puchar Świata w snowboardzie 2024/2025
Puchar Świata w snowboardzie w sezonie 2024/2025 – 31. edycja tej imprezy. Cykl rozpoczął się 1 września 2024 r. w nowozelandzkiej Cardronie zawodami w konkurencji slopestyle, natomiast ostatnie zawody sezonu – konkursy snowboardcrossu – rozegrane zostały 6 kwietnia 2025 r. w kanadyjskim Mont-Sainte-Anne.

## Konkurencje
- slalom równoległy (PSL)
- gigant równoległy (PGS)
  - slalom/gigant równoległy drużyn mieszanych (PRT)
- snowboardcross (SBX)
  - snowboardcross drużyn mieszanych (BXT)
- halfpipe (HP)
- slopestyle (SS)
- big air (BA)

Na liście klasyfikacji widnieją również oznaczenia PAR i OPP, które nie odzwierciedlają żadnych konkurencji. PAR to zsumowana klasyfikacja PSL i PGS, natomiast OPP to zsumowana klasyfikacja halfpipe'u, slopestyle’u i big air’u.

## Kalendarz zawodów

### Snowboard alpejski(PSL/PGS)

#### Mężczyźni
| Lp. | Data              | Miejscowość       | Konkurencja | 1. miejsce                                 | 2. miejsce                                 | 3. miejsce                                 |
| --- | ----------------- | ----------------- | ----------- | ------------------------------------------ | ------------------------------------------ | ------------------------------------------ |
| 1.  | 30 listopada 2024 | Mylin Valley      | PGS         | Edwin Coratti                              | Kim Sang-kyum                              | Lee Sang-ho                                |
| 2.  | 1 grudnia 2024    | Mylin Valley      | PSL         | Maurizio Bormolini                         | Benjamin Karl                              | Gabriel Messner                            |
| 3.  | 7 grudnia 2024    | Yanqing           | PGS         | Tim Mastnak                                | Maurizio Bormolini                         | Mirko Felicetti                            |
| 4.  | 8 grudnia 2024    | Yanqing           | PSL         | Daniele Bagozza                            | Gabriel Messner                            | Andreas Prommegger                         |
| 5.  | 12 grudnia 2024   | Carezza           | PGS         | Radosław Jankow                            | Tim Mastnak                                | Benjamin Karl                              |
| 6.  | 14 grudnia 2024   | Cortina d’Ampezzo | PGS         | Daniele Bagozza                            | Aaron March                                | Alexander Payer                            |
| 7.  | 21 grudnia 2024   | Davos             | PSL         | Arvid Auner                                | Dario Caviezel                             | Fabian Obmann                              |
| 8.  | 11 stycznia 2025  | Scuol             | PGS         | Maurizio Bormolini                         | Dominik Burgstaller                        | Andreas Prommegger                         |
| 9.  | 14 stycznia 2025  | Bad Gastein       | PSL         | Aaron March                                | Andreas Prommegger                         | Cody Winters                               |
| 10. | 18 stycznia 2025  | Bansko            | PGS         | Andreas Prommegger                         | Benjamin Karl                              | Gabriel Messner                            |
| 11. | 19 stycznia 2025  | Bansko            | PGS         | Dario Caviezel                             | Gabriel Messner                            | Radosław Jankow                            |
| 12. | 25 stycznia 2025  | Rogla             | PGS         | Maurizio Bormolini                         | Elias Huber                                | Aaron March                                |
| 13. | 15 lutego 2025    | Val Saint-Côme    | PGS         | Žan Košir                                  | Benjamin Karl                              | Radosław Jankow                            |
| 14. | 16 lutego 2025    | Val Saint-Côme    | PGS         | Elias Huber                                | Roland Fischnaller                         | Maurizio Bormolini                         |
| 15. | 1 marca 2025      | Krynica-Zdrój     | PGS         | Roland Fischnaller                         | Lee Sang-ho                                | Maurizio Bormolini                         |
| 16. | 2 marca 2025      | Krynica-Zdrój     | PGS         | Andreas Prommegger                         | Maurizio Bormolini                         | Kim Sang-kyum                              |
| 17. | 15 marca 2025     | Winterberg        | PSL         | Matthäus Pink                              | Arvid Auner                                | Maurizio Bormolini                         |
| MŚ  | 20–22 marca 2025  | Engadyna          | PGS \| PSL  | 16. Mistrzostwa Świata w Snowboardzie 2025 | 16. Mistrzostwa Świata w Snowboardzie 2025 | 16. Mistrzostwa Świata w Snowboardzie 2025 |

#### Wyniki reprezentantów Polski
| Zawodnik | Mylin Valley 30.11 | Yanqing 07.12 | Carezza 12.12 | Cortina d’Ampezzo 14.12 | Scuol 11.01 | Bansko 18.01 | Bansko 19.01 | Rogla 25.01 | Val Saint-Côme 15.02 | Val Saint-Côme 16.02 | Krynica-Zdrój 01.03 | Krynica-Zdrój 02.03 |     | Mylin Valley 01.12 | Yanqing 08.12 | Davos 21.12 | Bad Gastein 14.01 | Winterberg 15.03 |
| Zawodnik | PGS                | PGS           | PGS           | PGS                     | PGS         | PGS          | PGS          | PGS         | PGS                  | PGS                  | PGS                 | PGS                 | PSL | PSL                | PSL           | PSL         | PSL               |                  |
| Andrzej Gąsienica-Daniel | 44                 | 38            | 40            | 41                      | 36          | 49           | –            | –           | 39                   | 33                   | 53                  | 41                  | dsq | 38                 | 44            | 49          | 40                |                  |
| Bartłomiej Kaciczak | –                  | –             | –             | –                       | –           | –            | –            | –           | –                    | –                    | 55                  | 55                  | –   | –                  | –             | –           | –                 |                  |
| Anatol Kulpiński | –                  | –             | –             | –                       | –           | –            | –            | –           | –                    | –                    | 47                  | 44                  | –   | –                  | dsq           | –           | –                 |                  |
| Oskar Kwiatkowski | 5                  | 6             | –             | –                       | 23          | 12           | dnf          | 13          | –                    | –                    | –                   | –                   | 40  | dns                | –             | 16          | –                 |                  |
| Jakub Luboński | –                  | –             | –             | –                       | –           | –            | –            | –           | –                    | –                    | 56                  | dns                 | –   | –                  | –             | –           | –                 |                  |
| Maciej Mikołajczyk | –                  | –             | –             | –                       | –           | –            | –            | –           | –                    | –                    | 52                  | dnf                 | –   | –                  | –             | –           | –                 |                  |
| Michał Nowaczyk | –                  | –             | –             | –                       | 33          | 45           | 41           | 44          | 15                   | 34                   | 22                  | 21                  | –   | –                  | –             | 52          | 29                |                  |
| Mikołaj Rutkowski | –                  | –             | 47            | –                       | –           | –            | 44           | –           | –                    | –                    | 50                  | 46                  | –   | –                  | 45            | –           | –                 |                  |
| Michał Wilk | –                  | –             | –             | –                       | –           | –            | –            | –           | –                    | –                    | 51                  | 48                  | –   | –                  | –             | –           | –                 |                  |
| 1. 2. 3. 4. 5–8 (ćwierćfinał) 9–16 (1/8 finału) 17–30 (kwalifikacje) poniżej 30 Kwalifikacje: dnf – Zawodnik nie ukończył przejazdu dns – Zawodnik nie wystartował (pomimo zgłoszenia) dsq – Zawodnik został zdyskwalifikowany |                    |               |               |                         |             |              |              |             |                      |                      |                     |                     |     |                    |               |             |                   |                  |

#### Kobiety
| Lp. | Data              | Miejscowość       | Konkurencja | 1. miejsce                                 | 2. miejsce                                 | 3. miejsce                                 |
| --- | ----------------- | ----------------- | ----------- | ------------------------------------------ | ------------------------------------------ | ------------------------------------------ |
| 1.  | 30 listopada 2024 | Mylin Valley      | PGS         | Ester Ledecká                              | Aleksandra Król-Walas                      | Tsubaki Miki                               |
| 2.  | 1 grudnia 2024    | Mylin Valley      | PSL         | Sabine Payer                               | Tsubaki Miki                               | Julie Zogg                                 |
| 3.  | 7 grudnia 2024    | Yanqing           | PGS         | Lucia Dalmasso                             | Sabine Payer                               | Tsubaki Miki                               |
| 4.  | 8 grudnia 2024    | Yanqing           | PSL         | Tsubaki Miki                               | Claudia Riegler                            | Julie Zogg                                 |
| 5.  | 12 grudnia 2024   | Carezza           | PGS         | Jasmin Coratti                             | Aleksandra Król-Walas                      | Tsubaki Miki                               |
| 6.  | 14 grudnia 2024   | Cortina d’Ampezzo | PGS         | Sabine Payer                               | Aleksandra Król-Walas                      | Jasmin Coratti                             |
| 7.  | 21 grudnia 2024   | Davos             | PSL         | Tsubaki Miki                               | Michelle Dekker                            | Flurina Neva Bätschi                       |
| 8.  | 11 stycznia 2025  | Scuol             | PGS         | Aleksandra Król-Walas                      | Tsubaki Miki                               | Tomoka Takeuchi                            |
| 9.  | 14 stycznia 2025  | Bad Gastein       | PSL         | Ramona Theresia Hofmeister                 | Tsubaki Miki                               | Elisa Caffont                              |
| 10. | 18 stycznia 2025  | Bansko            | PGS         | Ramona Theresia Hofmeister                 | Tsubaki Miki                               | Aleksandra Król-Walas                      |
| 11. | 19 stycznia 2025  | Bansko            | PGS         | Ramona Theresia Hofmeister                 | Tsubaki Miki                               | Michelle Dekker                            |
| 12. | 25 stycznia 2025  | Rogla             | PGS         | Tsubaki Miki                               | Sabine Payer                               | Elisa Caffont                              |
| 13. | 15 lutego 2025    | Val Saint-Côme    | PGS         | Ramona Theresia Hofmeister                 | Sabine Payer                               | Michelle Dekker                            |
| 14. | 16 lutego 2025    | Val Saint-Côme    | PGS         | Ramona Theresia Hofmeister                 | Julie Zogg                                 | Tsubaki Miki                               |
| 15. | 1 marca 2025      | Krynica-Zdrój     | PGS         | Ramona Theresia Hofmeister                 | Michelle Dekker                            | Julie Zogg                                 |
| 16. | 2 marca 2025      | Krynica-Zdrój     | PGS         | Tsubaki Miki                               | Malena Zamfirowa                           | Ramona Theresia Hofmeister                 |
| 17. | 15 marca 2025     | Winterberg        | PSL         | Sabine Payer                               | Ramona Theresia Hofmeister                 | Zuzana Maděrová                            |
| MŚ  | 20–22 marca 2025  | Engadyna          | PGS \| PSL  | 16. Mistrzostwa Świata w Snowboardzie 2025 | 16. Mistrzostwa Świata w Snowboardzie 2025 | 16. Mistrzostwa Świata w Snowboardzie 2025 |

#### Wyniki reprezentantek Polski
| Zawodniczka | Mylin Valley 30.11 | Yanqing 07.12 | Carezza 12.12 | Cortina d’Ampezzo 14.12 | Scuol 11.01 | Bansko 18.01 | Bansko 19.01 | Rogla 25.01 | Val Saint-Côme 15.02 | Val Saint-Côme 16.02 | Krynica-Zdrój 01.03 | Krynica-Zdrój 02.03 |     | Mylin Valley 01.12 | Yanqing 08.12 | Davos 21.12 | Bad Gastein 14.01 | Winterberg 15.03 |
| Zawodniczka | PGS                | PGS           | PGS           | PGS                     | PGS         | PGS          | PGS          | PGS         | PGS                  | PGS                  | PGS                 | PGS                 | PSL | PSL                | PSL           | PSL         | PSL               |                  |
| Nicole Bucka | –                  | –             | –             | –                       | –           | –            | –            | –           | –                    | –                    | 46                  | 48                  | –   | –                  | –             | –           | –                 |                  |
| Maria Bukowska-Chyc | 24                 | 18            | 8             | 20                      | 33          | 25           | 29           | 23          | 18                   | 23                   | 25                  | 24                  | 27  | 12                 | 19            | 24          | 28                |                  |
| Weronika Dawidek | –                  | –             | dnf           | 31                      | 26          | 40           | 43           | –           | –                    | –                    | 28                  | 34                  | –   | –                  | 43            | 45          | 29                |                  |
| Martyna Kaciczak | –                  | –             | –             | –                       | –           | –            | –            | –           | –                    | –                    | dnf                 | 45                  | –   | –                  | –             | –           | –                 |                  |
| Aleksandra Król-Walas | 2                  | 10            | 2             | 2                       | 1           | 3            | 11           | 9           | 7                    | dnf                  | 8                   | 17                  | 8   | 11                 | 12            | dnf         | –                 |                  |
| Maria Kula | –                  | –             | –             | –                       | –           | –            | –            | –           | –                    | –                    | –                   | 51                  | –   | –                  | –             | –           | –                 |                  |
| Olimpia Kwiatkowska | –                  | –             | –             | –                       | 19          | 57           | 33           | dnf         | –                    | –                    | –                   | –                   | –   | –                  | –             | 42          | –                 |                  |
| Klaudia Michura | –                  | –             | –             | –                       | –           | –            | –            | –           | –                    | –                    | 45                  | 50                  | –   | –                  | –             | –           | –                 |                  |
| Nadia Piwowarczyk | –                  | –             | –             | –                       | –           | –            | –            | –           | –                    | –                    | 41                  | 52                  | –   | –                  | –             | –           | –                 |                  |
| Natasza Piwowarczyk | –                  | –             | –             | –                       | –           | –            | –            | –           | –                    | –                    | 42                  | 43                  | –   | –                  | –             | –           | –                 |                  |
| Karolina Półtorak | –                  | –             | –             | –                       | –           | –            | –            | –           | –                    | –                    | 37                  | 34                  | –   | –                  | –             | –           | –                 |                  |
| Natalia Stokłosa | –                  | –             | –             | –                       | –           | –            | –            | –           | –                    | –                    | 43                  | 46                  | –   | –                  | –             | –           | –                 |                  |
| Sonia Zapała | –                  | –             | –             | –                       | –           | –            | –            | –           | –                    | –                    | 44                  | 44                  | –   | –                  | –             | –           | –                 |                  |
| 1. 2. 3. 4. 5–8 (ćwierćfinał) 9–16 (1/8 finału) 17–30 (kwalifikacje) poniżej 30 Kwalifikacje: dnf – Zawodniczka nie ukończyła przejazdu dns – Zawodniczka nie wystartowała (pomimo zgłoszenia) dsq – Zawodniczka została zdyskwalifikowana |                    |               |               |                         |             |              |              |             |                      |                      |                     |                     |     |                    |               |             |                   |                  |

#### Konkurencje mieszane
- Slalom/gigant równoległy drużyn mieszanych (PRT)

| Lp. | Data             | Miejscowość | Konkurencja | Konkurencja | 1. miejsce                                        | 2. miejsce                                              | 3. miejsce                                        |
| --- | ---------------- | ----------- | ----------- | ----------- | ------------------------------------------------- | ------------------------------------------------------- | ------------------------------------------------- |
| 1.  | 15 stycznia 2025 | Bad Gastein | PRT         | PSL         | Austria 1 Andreas Prommegger · Sabine Payer       | Niemcy 1 Stefan Baumeister · Ramona Theresia Hofmeister | Szwajcaria 1 Gian Casanova · Flurina Neva Bätschi |
| 2.  | 16 marca 2025    | Winterberg  | PRT         | PSL         | Niemcy 1 Elias Huber · Ramona Theresia Hofmeister | Niemcy 2 Stefan Baumeister · Cheyenne Loch              | Włochy 1 Maurizio Bormolini · Elisa Caffont       |
| MŚ  | 23 marca 2025    | Engadyna    | PRT         | PSL         | 16. Mistrzostwa Świata w Snowboardzie 2025        | 16. Mistrzostwa Świata w Snowboardzie 2025              | 16. Mistrzostwa Świata w Snowboardzie 2025        |

### Snowboardcross(SBX)

#### Mężczyźni
| Lp. | Data             | Miejscowość       | Konkurencja | 1. miejsce                                 | 2. miejsce                                 | 3. miejsce                                 |
| --- | ---------------- | ----------------- | ----------- | ------------------------------------------ | ------------------------------------------ | ------------------------------------------ |
| 1.  | 14 grudnia 2024  | Cervinia          | SBX         | Jakob Dusek                                | Cameron Bolton                             | Lorenzo Sommariva                          |
|     | 24 stycznia 2025 | Dolní Morava      | SBX         | Odwołano                                   | Odwołano                                   | Odwołano                                   |
| 2.  | 1 lutego 2025    | Beidahu           | SBX         | Éliot Grondin                              | Alessandro Hämmerle                        | Merlin Surget                              |
| 3.  | 2 lutego 2025    | Beidahu           | SBX         | Éliot Grondin                              | Leon Ulbricht                              | Loan Bozzolo                               |
| 4.  | 15 lutego 2025   | Cortina d’Ampezzo | SBX         | Aidan Chollet                              | Kurt Hoshino                               | Cody Winters                               |
| 5.  | 1 marca 2025     | Erzurum           | SBX         | Leon Ulbricht                              | Éliot Grondin                              | Nick Baumgartner                           |
| 6.  | 8 marca 2025     | Gudauri           | SBX         | Jakob Dusek                                | Adam Lambert                               | Éliot Grondin                              |
| 7.  | 9 marca 2025     | Gudauri           | SBX         | Julien Tomas                               | Lukas Pachner                              | Loan Bozzolo                               |
| 8.  | 21 marca 2025    | Montafon          | SBX         | Loan Bozzolo                               | Adam Lambert                               | Aidan Chollet                              |
| MŚ  | 27–28 marca 2025 | Engadyna          | SBX         | 16. Mistrzostwa Świata w Snowboardzie 2025 | 16. Mistrzostwa Świata w Snowboardzie 2025 | 16. Mistrzostwa Świata w Snowboardzie 2025 |
| 9.  | 5 kwietnia 2025  | Mont-Sainte-Anne  | SBX         | Jakob Dusek                                | Éliot Grondin                              | Nathan Pare                                |
| 10. | 6 kwietnia 2025  | Mont-Sainte-Anne  | SBX         | Éliot Grondin                              | Aidan Chollet                              | Loan Bozzolo                               |

#### Kobiety
| Lp. | Data             | Miejscowość       | Konkurencja | 1. miejsce                                 | 2. miejsce                                 | 3. miejsce                                 |
| --- | ---------------- | ----------------- | ----------- | ------------------------------------------ | ------------------------------------------ | ------------------------------------------ |
| 1.  | 14 grudnia 2024  | Cervinia          | SBX         | Léa Casta                                  | Josie Baff                                 | Maja-Li Iafrate Danielsson                 |
|     | 24 stycznia 2025 | Dolní Morava      | SBX         | Odwołano                                   | Odwołano                                   | Odwołano                                   |
| 2.  | 1 lutego 2025    | Beidahu           | SBX         | Charlotte Bankes                           | Michela Moioli                             | Léa Casta                                  |
| 3.  | 2 lutego 2025    | Beidahu           | SBX         | Charlotte Bankes                           | Josie Baff                                 | Sina Siegenthaler                          |
| 4.  | 15 lutego 2025   | Cortina d’Ampezzo | SBX         | Charlotte Bankes                           | Léa Casta                                  | Manon Petit-Lenoir                         |
| 5.  | 1 marca 2025     | Erzurum           | SBX         | Charlotte Bankes                           | Léa Casta                                  | Josie Baff                                 |
| 6.  | 8 marca 2025     | Gudauri           | SBX         | Julia Pereira de Sousa                     | Léa Casta                                  | Michela Moioli                             |
| 7.  | 9 marca 2025     | Gudauri           | SBX         | Charlotte Bankes                           | Julia Pereira de Sousa                     | Léa Casta                                  |
| 8.  | 21 marca 2025    | Montafon          | SBX         | Léa Casta                                  | Julia Pereira de Sousa                     | Charlotte Bankes                           |
| MŚ  | 27–28 marca 2025 | Engadyna          | SBX         | 16. Mistrzostwa Świata w Snowboardzie 2025 | 16. Mistrzostwa Świata w Snowboardzie 2025 | 16. Mistrzostwa Świata w Snowboardzie 2025 |
| 9.  | 5 kwietnia 2025  | Mont-Sainte-Anne  | SBX         | Léa Casta                                  | Mia Clift                                  | Sina Siegenthaler                          |
| 10. | 6 kwietnia 2025  | Mont-Sainte-Anne  | SBX         | Léa Casta                                  | Sina Siegenthaler                          | Mia Clift                                  |

#### Konkurencje mieszane
- Snowboardcross drużyn mieszanych (BXT)

| Lp. | Data             | Miejscowość  | Konkurencja | 1. miejsce                                       | 2. miejsce                                           | 3. miejsce                                 |
| --- | ---------------- | ------------ | ----------- | ------------------------------------------------ | ---------------------------------------------------- | ------------------------------------------ |
|     | 25 stycznia 2025 | Dolní Morava | BXT         | Odwołano                                         | Odwołano                                             | Odwołano                                   |
| 1.  | 2 marca 2025     | Erzurum      | BXT         | Australia 1 Cameron Bolton · Josie Baff          | Wielka Brytania 1 Huw Nightingale · Charlotte Bankes | Austria 1 Lukas Pachner · Pia Zerkhold     |
| 2.  | 22 marca 2025    | Montafon     | BXT         | Francja 2 Aidan Chollet · Julia Pereira de Sousa | Australia 1 Adam Lambert · Josie Baff                | Francja 1 Loan Bozzolo · Léa Casta         |
| MŚ  | 29 marca 2025    | Engadyna     | BXT         | 16. Mistrzostwa Świata w Snowboardzie 2025       | 16. Mistrzostwa Świata w Snowboardzie 2025           | 16. Mistrzostwa Świata w Snowboardzie 2025 |

### Freestyle(HP/SS/BA)

#### Mężczyźni
| Lp. | Data                 | Miejscowość     | Konkurencja    | 1. miejsce                                 | 2. miejsce                                 | 3. miejsce                                 |
| --- | -------------------- | --------------- | -------------- | ------------------------------------------ | ------------------------------------------ | ------------------------------------------ |
| 1.  | 1 września 2024      | Cardrona        | SS             | Cameron Spalding                           | Mons Røisland                              | Rocco Jamieson                             |
| 2.  | 19 października 2024 | Chur            | BA             | Taiga Hasegawa                             | Rocco Jamieson                             | Romain Allemand                            |
| 3.  | 1 grudnia 2024       | Pekin           | BA             | Hiroto Ogiwara                             | Ian Matteoli                               | Yang Wenlong                               |
| 4.  | 8 grudnia 2024       | Secret Garden   | HP             | Yūto Totsuka                               | Scotty James                               | Ryusei Yamada                              |
| 5.  | 20 grudnia 2024      | Copper Mountain | HP             | Ayumu Hirano                               | Yūto Totsuka                               | Ruka Hirano                                |
| 6.  | 5 stycznia 2025      | Klagenfurt      | BA             | Taiga Hasegawa                             | Ian Matteoli                               | Øyvind Kirkhus                             |
| 7.  | 11 stycznia 2025     | Kreischberg     | BA             | Yang Wenlong                               | Taiga Hasegawa                             | Kira Kimura                                |
| 8.  | 18 stycznia 2025     | Laax            | SS             | Cameron Spalding                           | Redmond Gerard                             | Noah Vicktor                               |
| 9.  | 18 stycznia 2025     | Laax            | HP             | Scotty James                               | Ruka Hirano                                | Ayumu Hirano                               |
| 10. | 1 lutego 2025        | Aspen           | HP             | Ruka Hirano                                | Ayumu Hirano                               | Ryusei Yamada                              |
| 11. | 2 lutego 2025        | Aspen           | SS             | Francis Jobin                              | Su Yiming                                  | Sean FitzSimons                            |
| 12. | 6 lutego 2025        | Aspen           | BA             | Eli Bouchard                               | Taiga Hasegawa                             | Yuto Miyamura                              |
| 13. | 21 lutego 2025       | Calgary         | HP             | Ruka Hirano                                | Yūto Totsuka                               | Alessandro Barbieri                        |
| 14. | 22 lutego 2025       | Calgary         | SS             | Oliver Martin                              | Redmond Gerard                             | Marcus Kleveland                           |
|     | 14 marca 2025        | Flachau         | SS             | Odwołano                                   | Odwołano                                   | Odwołano                                   |
| MŚ  | 20–29 marca 2025     | Engadyna        | SS \| BA \| HP | 16. Mistrzostwa Świata w Snowboardzie 2025 | 16. Mistrzostwa Świata w Snowboardzie 2025 | 16. Mistrzostwa Świata w Snowboardzie 2025 |

#### Kobiety
| Lp. | Data                 | Miejscowość     | Konkurencja    | 1. miejsce                                 | 2. miejsce                                 | 3. miejsce                                 |
| --- | -------------------- | --------------- | -------------- | ------------------------------------------ | ------------------------------------------ | ------------------------------------------ |
| 1.  | 1 września 2024      | Cardrona        | SS             | Kokomo Murase                              | Mia Brookes                                | Rebecca Flynn                              |
| 2.  | 19 października 2024 | Chur            | BA             | Mari Fukada                                | Reira Iwabuchi                             | Laurie Blouin                              |
| 3.  | 1 grudnia 2024       | Pekin           | BA             | Mia Brookes                                | Mari Fukada                                | Anna Gasser                                |
| 4.  | 8 grudnia 2024       | Secret Garden   | HP             | Maddie Mastro                              | Cai Xuetong                                | Madeline Schaffrick                        |
| 5.  | 20 grudnia 2024      | Copper Mountain | HP             | Sara Shimizu                               | Cai Xuetong                                | Mitsuki Ono                                |
| 6.  | 5 stycznia 2025      | Klagenfurt      | BA             | Mia Brookes                                | Mari Fukada                                | Momo Suzuki                                |
| 7.  | 11 stycznia 2025     | Kreischberg     | BA             | Anna Gasser                                | Reira Iwabuchi                             | Mia Brookes                                |
| 8.  | 18 stycznia 2025     | Laax            | SS             | Mia Brookes                                | Zoi Sadowski-Synnott                       | Kokomo Murase                              |
| 9.  | 18 stycznia 2025     | Laax            | HP             | Chloe Kim                                  | Maddie Mastro                              | Choi Ga-on                                 |
| 10. | 1 lutego 2025        | Aspen           | HP             | Chloe Kim                                  | Choi Ga-on                                 | Sara Shimizu                               |
| 11. | 2 lutego 2025        | Aspen           | SS             | Zoi Sadowski-Synnott                       | Kokomo Murase                              | Mia Brookes                                |
| 12. | 6 lutego 2025        | Aspen           | BA             | Zoi Sadowski-Synnott                       | Kokomo Murase                              | Momo Suzuki                                |
| 13. | 21 lutego 2025       | Calgary         | HP             | Sena Tomita                                | Maddie Mastro                              | Elizabeth Hosking                          |
| 14. | 22 lutego 2025       | Calgary         | SS             | Mari Fukada                                | Annika Morgan                              | Mia Brookes                                |
| 15. | 14 marca 2025        | Flachau         | SS             | Zoi Sadowski-Synnott                       | Annika Morgan                              | Mari Fukada                                |
| MŚ  | 20–29 marca 2025     | Engadyna        | SS \| BA \| HP | 16. Mistrzostwa Świata w Snowboardzie 2025 | 16. Mistrzostwa Świata w Snowboardzie 2025 | 16. Mistrzostwa Świata w Snowboardzie 2025 |

## Klasyfikacje

### Mężczyźni
| Lp. | Zawodnik           | Punkty |
| --- | ------------------ | ------ |
| 1.  | Maurizio Bormolini | 910    |
| 2.  | Andreas Prommegger | 731    |
| 3.  | Daniele Bagozza    | 594    |
| 4.  | Gabriel Messner    | 591    |
| 5.  | Benjamin Karl      | 565    |
| 6.  | Radosław Jankow    | 543    |
| 7.  | Tim Mastnak        | 537    |
| 8.  | Arvid Auner        | 531    |
| 9.  | Elias Huber        | 516    |
| 10. | Aaron March        | 505    |

| Lp. | Zawodnik           | Punkty |
| --- | ------------------ | ------ |
| 1.  | Maurizio Bormolini | 692    |
| 2.  | Andreas Prommegger | 495    |
| 3.  | Radosław Jankow    | 455    |
| 4.  | Edwin Coratti      | 416    |
| 5.  | Elias Huber        | 412    |
| 6.  | Tim Mastnak        | 410    |
| 7.  | Benjamin Karl      | 404    |
| 8.  | Mirko Felicetti    | 385    |
| 9.  | Roland Fischnaller | 368    |
| 10. | Daniele Bagozza    | 357    |

| Lp. | Zawodnik           | Punkty |
| --- | ------------------ | ------ |
| 1.  | Arvid Auner        | 299    |
| 2.  | Gabriel Messner    | 252    |
| 3.  | Daniele Bagozza    | 237    |
| 4.  | Andreas Prommegger | 236    |
| 5.  | Maurizio Bormolini | 218    |
| 6.  | Aaron March        | 183    |
| 7.  | Benjamin Karl      | 161    |
| 8.  | Matthäus Pink      | 155    |
| 9.  | Alexander Payer    | 130    |
| 10. | Dario Caviezel     | 128    |

| Lp. | Zawodnik       | Punkty |
| --- | -------------- | ------ |
| 1.  | Éliot Grondin  | 684    |
| 2.  | Loan Bozzolo   | 473    |
| 3.  | Jakob Dusek    | 444    |
| 4.  | Aidan Chollet  | 407    |
| 5.  | Julien Tomas   | 322    |
| 6.  | Adam Lambert   | 311    |
| 7.  | Lukas Pachner  | 300    |
| 8.  | Leon Ulbricht  | 297    |
| 9.  | Cameron Bolton | 295    |
| 10. | Merlin Surget  | 269    |

| Lp. | Zawodnik         | Punkty |
| --- | ---------------- | ------ |
| 1.  | Taiga Hasegawa   | 439    |
| 2.  | Ruka Hirano      | 385    |
| 3.  | Yūto Totsuka     | 360    |
| 4.  | Ayumu Hirano     | 290    |
| 5.  | Scotty James     | 275    |
| 6.  | Cameron Spalding | 266    |
| 7.  | Redmond Gerard   | 257    |
| 8.  | Su Yiming        | 241    |
| 9.  | Øyvind Kirkhus   | 230    |
| 10. | Ian Matteoli     | 220    |

| Lp. | Zawodnik               | Punkty |
| --- | ---------------------- | ------ |
| 1.  | Ruka Hirano            | 340    |
| 2.  | Yūto Totsuka           | 310    |
| 3.  | Ayumu Hirano           | 290    |
| 4.  | Scotty James           | 275    |
| 5.  | Ryusei Yamada          | 175    |
| 6.  | Shuichiro Shigeno      | 157    |
| 7.  | Campbell Melville Ives | 151    |
| 8.  | Alessandro Barbieri    | 130    |
| 9.  | Chase Josey            | 130    |
| 10. | Patrick Burgener       | 110    |

| Lp. | Zawodnik         | Punkty |
| --- | ---------------- | ------ |
| 1.  | Cameron Spalding | 230    |
| 2.  | Redmond Gerard   | 192    |
| 3.  | Su Yiming        | 186    |
| 4.  | Mons Røisland    | 138    |
| 5.  | Francis Jobin    | 126    |
| 6.  | Dane Menzies     | 126    |
| 7.  | Liam Brearley    | 113    |
| 8.  | Marcus Kleveland | 104    |
| 9.  | Rocco Jamieson   | 102    |
| 10. | Oliver Martin    | 100    |

| Lp. | Zawodnik         | Punkty |
| --- | ---------------- | ------ |
| 1.  | Taiga Hasegawa   | 360    |
| 2.  | Ian Matteoli     | 210    |
| 3.  | Yang Wenlong     | 204    |
| 4.  | Øyvind Kirkhus   | 181    |
| 5.  | Hiroto Ogiwara   | 141    |
| 6.  | Jakub Hroneš     | 132    |
| 7.  | Clemens Millauer | 116    |
| 8.  | Rocco Jamieson   | 115    |
| 9.  | Eli Bouchard     | 114    |
| 10. | Chris Corning    | 111    |

### Kobiety
| Lp. | Zawodniczka                | Punkty |
| --- | -------------------------- | ------ |
| 1.  | Tsubaki Miki               | 1209   |
| 2.  | Ramona Theresia Hofmeister | 1034   |
| 3.  | Sabine Payer               | 914    |
| 4.  | Julie Zogg                 | 693    |
| 5.  | Michelle Dekker            | 681    |
| 6.  | Aleksandra Król-Walas      | 639    |
| 7.  | Jasmin Coratti             | 574    |
| 8.  | Claudia Riegler            | 505    |
| 9.  | Elisa Caffont              | 484    |
| 10. | Cheyenne Loch              | 450    |

| Lp. | Zawodniczka                | Punkty |
| --- | -------------------------- | ------ |
| 1.  | Tsubaki Miki               | 804    |
| 2.  | Ramona Theresia Hofmeister | 773    |
| 3.  | Sabine Payer               | 588    |
| 4.  | Aleksandra Król-Walas      | 561    |
| 5.  | Julie Zogg                 | 486    |
| 6.  | Michelle Dekker            | 452    |
| 7.  | Jasmin Coratti             | 420    |
| 8.  | Cheyenne Loch              | 356    |
| 9.  | Lucia Dalmasso             | 324    |
| 10. | Elisa Caffont              | 308    |

| Lp. | Zawodniczka                | Punkty |
| --- | -------------------------- | ------ |
| 1.  | Tsubaki Miki               | 405    |
| 2.  | Sabine Payer               | 326    |
| 3.  | Ramona Theresia Hofmeister | 261    |
| 4.  | Claudia Riegler            | 229    |
| 5.  | Michelle Dekker            | 229    |
| 6.  | Julie Zogg                 | 207    |
| 7.  | Flurina Neva Bätschi       | 196    |
| 8.  | Elisa Caffont              | 176    |
| 9.  | Jasmin Coratti             | 154    |
| 10. | Zuzana Maděrová            | 143    |

| Lp. | Zawodniczka            | Punkty |
| --- | ---------------------- | ------ |
| 1.  | Léa Casta              | 805    |
| 2.  | Charlotte Bankes       | 622    |
| 3.  | Julia Pereira de Sousa | 474    |
| 4.  | Josie Baff             | 458    |
| 5.  | Sina Siegenthaler      | 374    |
| 6.  | Noémie Wiedmer         | 356    |
| 7.  | Michela Moioli         | 348    |
| 8.  | Mia Clift              | 342    |
| 9.  | Manon Petit-Lenoir     | 320    |
| 10. | Pia Zerkhold           | 296    |

| Lp. | Zawodniczka          | Punkty |
| --- | -------------------- | ------ |
| 1.  | Mia Brookes          | 500    |
| 2.  | Mari Fukada          | 465    |
| 3.  | Zoi Sadowski-Synnott | 436    |
| 4.  | Kokomo Murase        | 420    |
| 5.  | Maddie Mastro        | 350    |
| 6.  | Reira Iwabuchi       | 350    |
| 7.  | Annika Morgan        | 311    |
| 8.  | Anna Gasser          | 303    |
| 9.  | Chloe Kim            | 250    |
| 10. | Sara Shimizu         | 241    |

| Lp. | Zawodniczka         | Punkty |
| --- | ------------------- | ------ |
| 1.  | Maddie Mastro       | 310    |
| 2.  | Chloe Kim           | 250    |
| 3.  | Sara Shimizu        | 241    |
| 4.  | Cai Xuetong         | 232    |
| 5.  | Sena Tomita         | 198    |
| 6.  | Mitsuki Ono         | 192    |
| 7.  | Madeline Schaffrick | 149    |
| 8.  | Choi Ga-on          | 140    |
| 9.  | Wu Shaotong         | 131    |
| 10. | Elizabeth Hosking   | 129    |

| Lp. | Zawodniczka          | Punkty |
| --- | -------------------- | ------ |
| 1.  | Zoi Sadowski-Synnott | 312    |
| 2.  | Mia Brookes          | 300    |
| 3.  | Kokomo Murase        | 290    |
| 4.  | Mari Fukada          | 241    |
| 5.  | Annika Morgan        | 234    |
| 6.  | Reira Iwabuchi       | 131    |
| 7.  | Rebecca Flynn        | 127    |
| 8.  | Laurie Blouin        | 126    |
| 9.  | Melissa Peperkamp    | 118    |
| 10. | Miyabi Onitsuka      | 104    |

| Lp. | Zawodniczka          | Punkty |
| --- | -------------------- | ------ |
| 1.  | Mia Brookes          | 305    |
| 2.  | Mari Fukada          | 305    |
| 3.  | Reira Iwabuchi       | 255    |
| 4.  | Anna Gasser          | 208    |
| 5.  | Kokomo Murase        | 194    |
| 6.  | Momo Suzuki          | 162    |
| 7.  | Miyabi Onitsuka      | 150    |
| 8.  | Hanna Karrer         | 128    |
| 9.  | Zoi Sadowski-Synnott | 124    |
| 10. | Lily Dhawornvej      | 124    |

### Drużynowo / Puchar Narodów
| Lp. | Zawodnicy                                             | Punkty |
| --- | ----------------------------------------------------- | ------ |
| 1.  | Austria Andreas Prommegger · Sabine Payer             | 100    |
| 1.  | Niemcy Elias Huber · Ramona Theresia Hofmeister       | 100    |
| 3.  | Szwajcaria Dario Caviezel · Julie Zogg                | 90     |
| 4.  | Szwajcaria Gian Casanova · Flurina Neva Bätschi       | 82     |
| 5.  | Niemcy Stefan Baumeister · Ramona Theresia Hofmeister | 80     |
| 5.  | Niemcy Stefan Baumeister · Cheyenne Loch              | 80     |
| 7.  | Włochy Gabriel Messner · Jasmin Coratti               | 63     |
| 8.  | Włochy Maurizio Bormolini · Elisa Caffont             | 60     |
| 9.  | Stany Zjednoczone Cody Winters · Iris Pflum           | 56     |
| 10. | Włochy Aaron March · Elisa Fava                       | 50     |

| Lp. | Zawodnicy                                          | Punkty |
| --- | -------------------------------------------------- | ------ |
| 1.  | Wielka Brytania Huw Nightingale · Charlotte Bankes | 130    |
| 2.  | Australia Cameron Bolton · Josie Baff              | 100    |
| 2.  | Francja Aidan Chollet · Julia Pereira de Sousa     | 100    |
| 4.  | Australia Adam Lambert · Josie Baff                | 80     |
| 5.  | Szwajcaria Valerio Jud · Noémie Wiedmer            | 62     |
| 6.  | Austria Lukas Pachner · Pia Zerkhold               | 60     |
| 6.  | Francja Loan Bozzolo · Léa Casta                   | 60     |
| 8.  | Kanada Liam Moffatt · Tess Critchlow               | 57     |
| 9.  | Stany Zjednoczone Nathan Pare · Acy Craig          | 50     |
| 10. | Kanada Evan Bichon · Audrey McManiman              | 45     |
| 10. | Francja Julien Tomas · Léa Casta                   | 45     |

| Lp. | Reprezentacja     | Punkty |
| --- | ----------------- | ------ |
| 1.  | Austria           | 5452   |
| 2.  | Japonia           | 5190   |
| 3.  | Włochy            | 4876   |
| 4.  | Niemcy            | 4148   |
| 5.  | Kanada            | 3683   |
| 6.  | Stany Zjednoczone | 3605   |
| 7.  | Szwajcaria        | 3498   |
| 8.  | Francja           | 2809   |
| 9.  | Australia         | 2370   |
| 10. | Chiny             | 2050   |